# Solenostemon
Còleus (Solenostemon) és un gènere de plantes perennes d'angiospermes que pertany a la família de les lamiàcies. El nom coleus deriva del terme científic d'una classificació anterior, encara que en l'actualitat la classificació acceptada és Solenostemon.

## Descripció
Les seues fulles són lanceolades i amb el limbe dentat, poden tindre coloracions molt variades; verdes, roses, grogues, marrons i roges. Solen tindre una alçada que varia entre 0,5 i 1 metre, encara que algunes poden arribar a 2 metres. Les petites flors púrpures sorgeixen en l'àpex de tiges amb creixement limitat.

## Distribució
Aquest gènere és natiu de l'Àfrica tropical, Àsia, Austràlia, les Índies orientals, the Arxipèlag Malai, i les Filipines.

## Espècies seleccionades
- Solenostemon barbatus (Andrews) Benth.
- Solenostemon blumei
- Solenostemon bracteatus Dunn
- Solenostemon carnosifolius (Hemsley) Dunn
- Solenostemon esquirolii (H. Léveillé) Dunn
- Solenostemon forskohlii (Willdenow) Briquet
- Solenostemon kilimandscharica
- Solenostemon pumilus Blanco
- Solenostemon scutellarioides (L.) Benth.
- Solenostemon shirensis
- Solenostemon xanthanthus C. Y. Wu & Y. C. Huang

## Usos i conreu
Aquestes plantes són molt cultivades, destacant el sud-est asiàtic, i especialment l'espècie Solenostemon scutellarioides pel seu colorit i els marcats contrasts de les seues fulles. Els còleus vegeten bé en sòls humits i ben drenats. Es cultiven principalment com a plantes ornamentals, i toleren la calor encara que prefereixen una ubicació ombrejada en les zones subtropicals. En regions amb climes més freds són normalment cultivades com a plantes anuals, puix que no resisteixen gaire bé el fred.

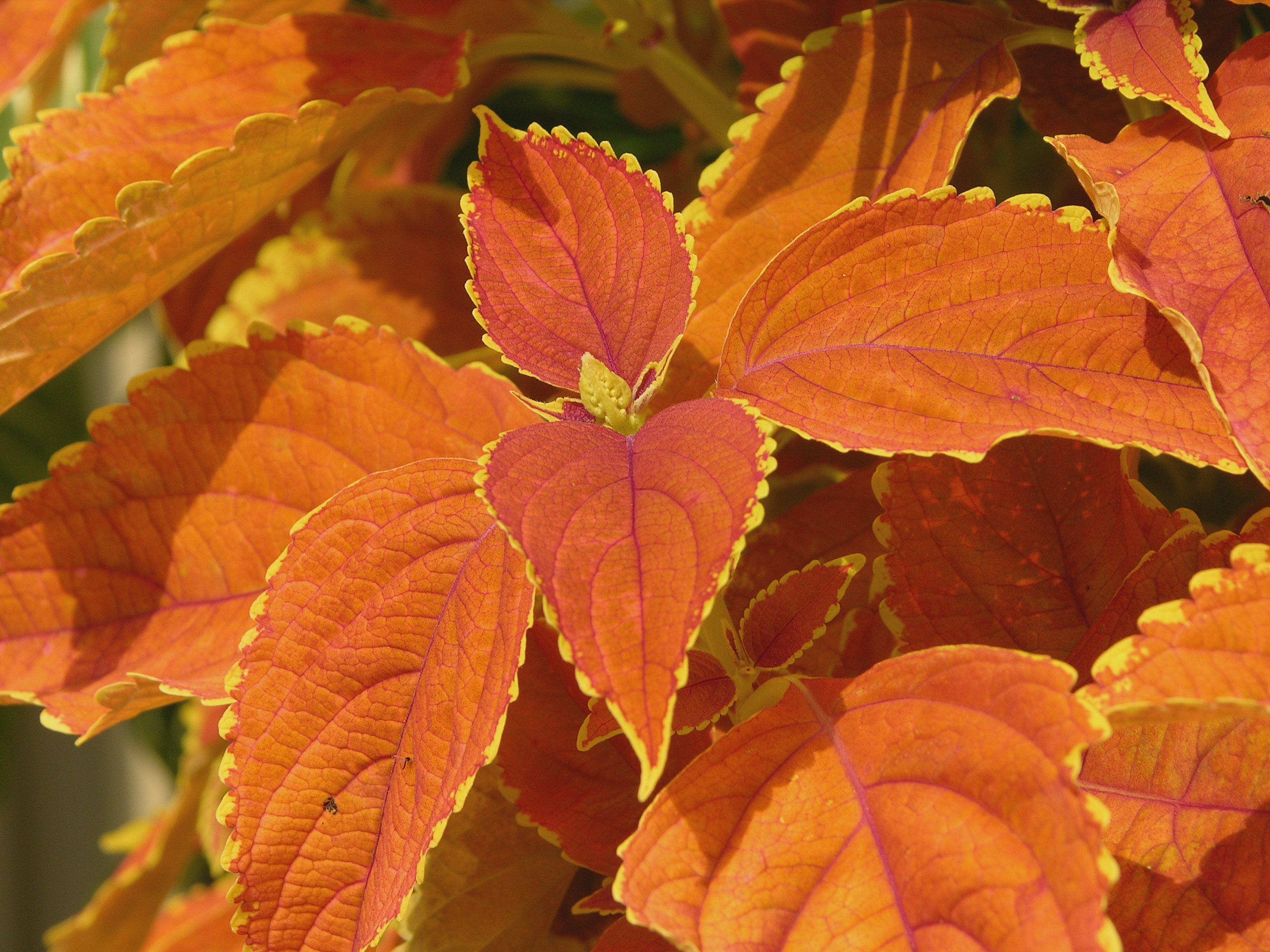
Solenostemon scutellarioides Taronja rustic.

Encara que la majoria d'aquestes plantes es cultiven per a ser usades en jardineria, són recomanables per a fer experiments, gràcies al seu fàcil cultiu i al seu ràpid creixement. Entre els molts experiments que es poden fer amb aquesta planta, estan: fer empelts amb la mateixa i estudiar les seues colorides cèl·lules. Entre les espècies més populars en jardineria es troba el Solenostemon blumei.

## Característiques
- Llum: Necessita molta llum. La seua coloració rogenca característica es deu a un pigment que ha de menester una més gran radiació que la clorofil·la per a expressar-se, per la qual cosa si no reb almenys un parell d'hores de llum intensa al dia, presentarà una color predominantment verda. Però un excés de sol de vesprada directe sobre la planta podria acabar per deshidratar-la.

- Temperatura: En general, no són recomanables quan són inferiors a 13 graus.

- Aigua: És delicada amb els regs. Necessiten més aigua en estiu i en època de creixement. Un signe evident que necessita aigua, a més d'observar la sequedat de la terra, és que les fulles es posen làcies.

- Terra: No és molt exigent. Se sol recomanar un substrat àcid. Torba amb arena i adob complet.

- Humitat: És recomanable que es troben ben airejades, encara que no amb corrents d'aire. En ambients molt secs poden sofrir l'atac de l'aranya roja (un àcar). Si la calefacció està molt forta i resseca molt l'ambient, caldria polvoritzar la planta amb agua; cura amb els fongs que s'instal·len en els polvoritzadors.

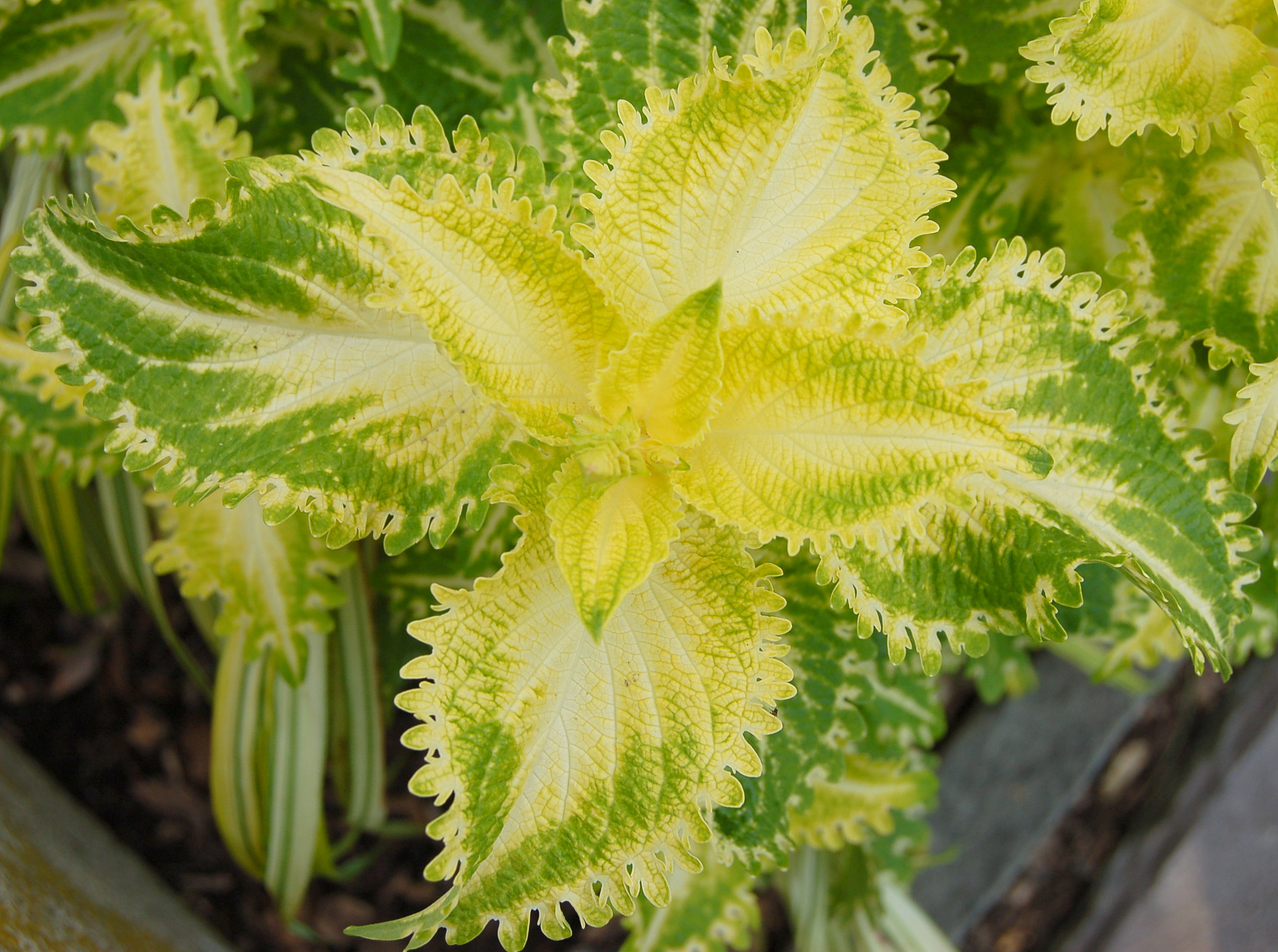
Solenostemon x hybridus.

- Fertilització: Ha de menester un aportament complet, especialment abundant en l'època de creixement i floració (primavera/estiu). Una planta amb un plomall de fulles en la punta i nua de fulles en la part mitjana i baixa de la tija, probablement li cal amb molta urgència ser adobada.

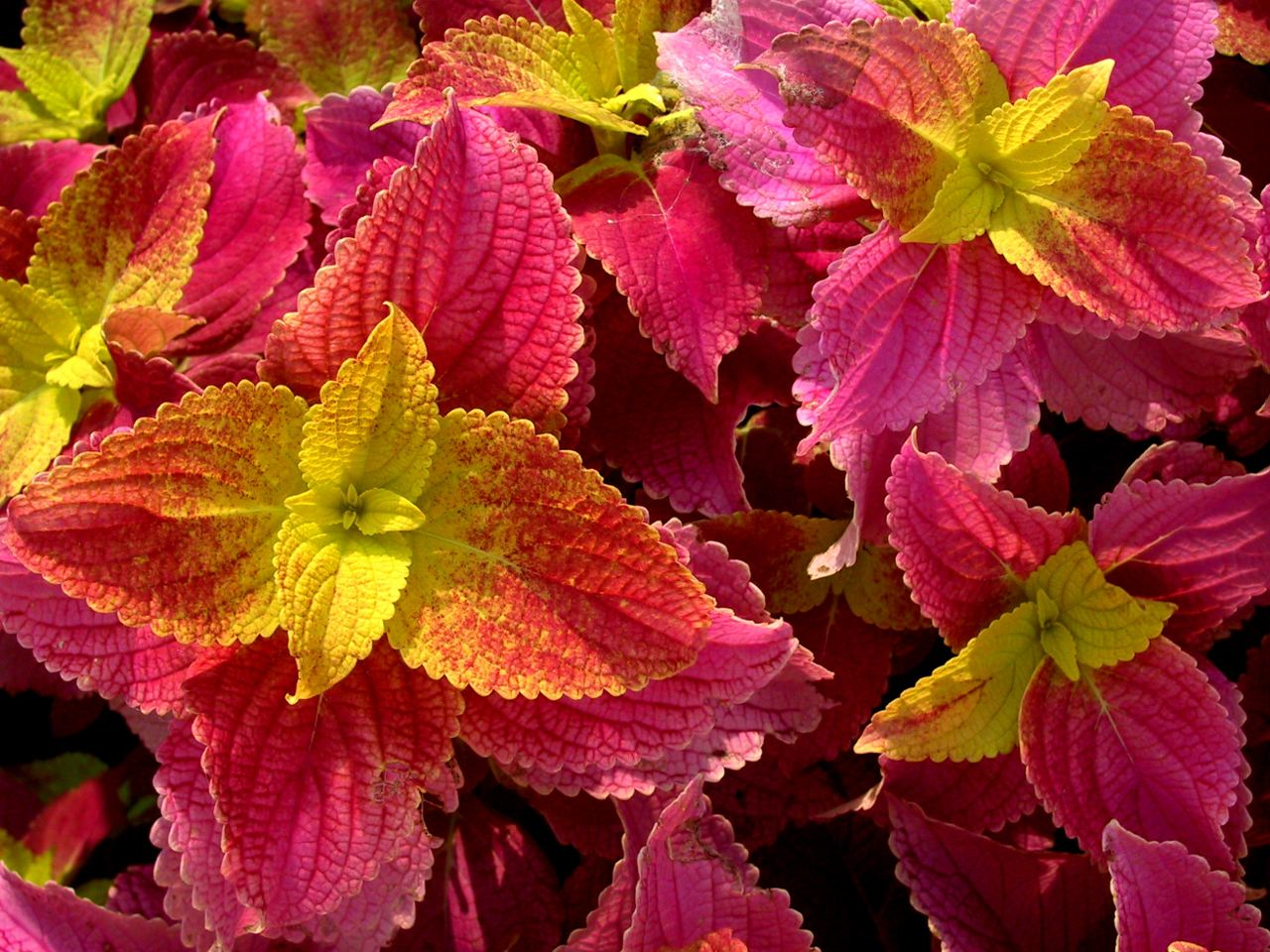
Solenostemon blumei.

- Poda: Dona flors xicotetes i blaves col·locades en un espigó, que no sol tenir gran atractiu, pel que en general es recomana llevar-les des de la base. Quan la planta sobrepassa certa altura (mig metre) és fàcil que el seu pes faça vèncer la tija, especialment si l'hem tingut en un ambient calorós i amb regs abundants. Per a evitar-lo, podem desmotxar-la, perquè ramifique i s'engrossisca. Podem llevar les fulles amb un mal aspecte o malaltes, perquè isquen fulles noves. Les branques que sobreisquen en excés, les podem podar per a aconseguir esqueixos.

- Multiplicació: És molt fàcil per mitjà d'esqueixos. Es fiquen en aigua i en prop de 10 dies trauran arrels. Quan siguen prou abundants, es podran plantar. Hom els pot col·locar en el mateix test per a obtenir una planta més frondosa.

- Plagues i malalties: L'aranya roja, com ja s'ha mencionat. Les mosques blanques també poden proliferar, encara que són molt més fàcils d'eliminar amb qualsevol insecticida.